# Hideki Matsui

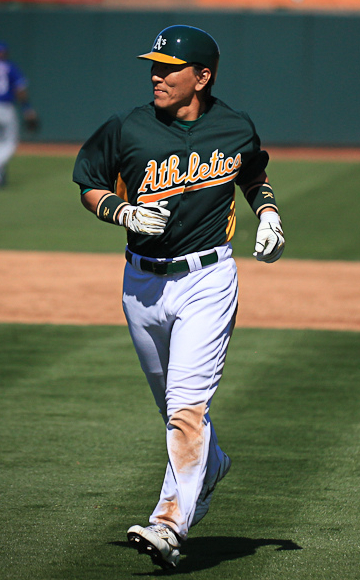
Matsui em 2011.

Hideki Matsui (松井 秀喜, 12 de junho de 1974, Ishikawa, Japão) é um jogador profissional de beisebol japonês.

## Carreira
Hideki Matsui foi campeão da World Series 2009 jogando pelo New York Yankees.

### Números
- Aproveitamenton o bastão: 28,2%
- Home runs: 175
- Corridas impulsionadas: 760